# 박완진
박완진(朴完珍, 1938년 3월 27일~2010년 8월 2일)은 대한민국의 정치인이다. 제32·33대 충청북도 영동군수(1995~2002)를 지냈다.

## 학력
- 영동국민학교(졸업)
- 영동중학교(졸업)
- 영동농업고등학교(졸업)
- 충남대학교(경영대학원 수료)

## 역대 선거 결과
|  | 41.15% |

|  | 100.00% |

|  | 25.58% |

| 마지막 관선 영동군수 김선웅 | 제32·33대 충청북도 영동군수 1995년 7월 1일~2002년 6월 30일 | 후임 손문주 |